# Crimolois
Crimolois is een plaats en voormalige gemeente in het Franse departement Côte-d'Or (regio Bourgogne-Franche-Comté) en telt 523 inwoners (1999). De plaats maakt deel uit van het arrondissement Dijon. Crimolois is op 28 februari 2019 gefuseerd met de gemeente Neuilly-lès-Dijon tot de gemeente Neuilly-Crimolois. 

## Geografie
De oppervlakte van Crimolois bedraagt 3,6 km², de bevolkingsdichtheid is 145,3 inwoners per km².
De onderstaande kaart toont de ligging van Crimolois met de belangrijkste infrastructuur en aangrenzende gemeenten.

## Demografie
Onderstaande figuur toont het verloop van het inwonertal (bron: INSEE-tellingen).